# Interestatal 80 (Nevada)
La Interestatal 80 (abreviada I-80) es una autopista interestatal ubicada en el estado de Nevada. La autopista inicia en el Oeste desde la I 80  en la frontera con California hacia el Este en la I 80  en la frontera con Utah. La autopista tiene una longitud de 660,9 km (410.674 mi).

## Mantenimiento
Al igual que las carreteras estatales, las carreteras federales, la Interestatal 80 es administrada y mantenida por el Departamento de Transporte de Nevada por sus siglas en inglés Nevada DOT.

## Cruces
La Interestatal 80 es atravesada principalmente por la  I 580  US 395  en Reno

 US-Alt 95  a 
 US-Alt 50  en Fernley
 US 95  cerca de Lovelock
 US 95  en Winnemucca
 US 93  en Wells

 US-Alt 93  en West Wendover.